# 知立市立来迎寺小学校
知立市立来迎寺小学校（ちりゅうしりつ らいこうじしょうがっこう）は、愛知県知立市来迎寺町にある公立小学校。

## 概要
- 知立市東部の小学校であり、校区は八橋町（赤羽、池下、井戸尻、牛毛原、大流、踊場、上井場取、川原田、狐塚、源田谷、神戸、五輪、寺内、下井場取、城下、高道、町田、登城、西出口、東畑、半ノ木、東出口、東畑、弁財天、前畑、的場、薬師、山崎、山田谷、山町御林（一部）、山町五八山（一部）、山町東並木北（一部）、）、来迎寺町（足軽、沖中、御堂道、下り戸、木ノ根田、古城、外山、天白、西中畑、東中畑、広海道、昼場、南天白）、牛田1・2丁目、牛田町（一ノ割、稲場、牛田境、裏新切、上流、小池、コネハサマ、小深田、地内、下流、社口、新田北、新田南、遠新切、中新切、中流、西裏、西屋敷、東裏、東前、東向山（一部）、前田、宮本、向田（一部）、ヤケ田、湯山（一部））である[1]。

## 沿革
- 1873年（明治6年）9月18日[2] - 碧海郡牛田村に第二十二番小学牛田学校として設立。
- 1874年（明治7年）2月6日 - 開校。泉蔵寺[注釈 1]を仮校舎とする。牛田村、八ツ橋村、来迎寺村、新百姓村の児童が通学する。
- 1878年（明治11年） - 新百姓村が八ツ橋村に合併する。
- 1887年（明治20年）4月 - 来迎寺村字木ノ根田に校舎を新築し移転する。同時に尋常小学来迎寺学校に改称する。八ツ橋村の児童が尋常小学駒場学校に移り、今村の児童が尋常小学来迎寺学校に移る。
- 1889年（明治22年）10月1日 - 牛田村、八ツ橋村、来迎寺村が合併し、牛橋村が発足。
- 1892年（明治25年）8月15日 - 牛橋尋常小学校に改称する。校区は牛橋村全域となり、牛橋村字八橋（旧・八ツ橋村）が加わり、安城町字今（旧・今村）が離脱する。
- 1893年（明治26年）
  - 4月1日 - 来迎寺尋常小学校に改称する。
  - 9月8日 - 現在地に校舎を新築し、移転する。
- 1906年（明治39年）
  - 5月1日 - 知立町、牛橋村、上重原村、長崎村の一部（西中・谷田・八ツ田）と合併し、知立町が発足。
  - 12月31日 - 知立第四尋常小学校に改称する。
- 1908年（明治41年）3月31日 - 知立第一尋常小学校、 知立第四尋常小学校、知立町立高等小学校[注釈 2]を統合し、知立尋常高等小学校となる。知立第四尋常小学校は、知立尋常高等小学校東教室となる。
- 1914年（大正3年）4月1日 - 知立尋常高等小学校東教室が来迎寺尋常小学校として分立する。
- 1937年（昭和12年）4月 - 3月27日の火災で一部の建物を損失した知立尋常高等小学校の児童の一部を受け入れる（1938年8月まで）。
- 1941年（昭和16年）4月1日 - 来迎寺国民学校に改称する。
- 1947年（昭和22年）4月1日 - 知立町立来迎寺小学校に改称する。
- 1948年（昭和23年）2月 - 新校舎が完成する。
- 1965年（昭和40年） - 体育館が完成する。
- 1967年（昭和42年）3月 - 新校舎（第一期・鉄筋コンクリート造）が完成する。
- 1970年（昭和45年）
  - 3月 - 新校舎（第二期・鉄筋コンクリート造）が完成する。
  - 12月1日 - 知立町が市制施行し、知立市となる。同時に知立市立来迎寺小学校に改称する。
- 1976年（昭和51年） - 東校舎が完成する。
- 1984年（昭和59年） - プールが完成する。
- 1989年（平成元年） - 南校舎が完成する。
- 1998年（平成10年） - 新体育館が完成する。
- 2008年（平成20年） - 校舎を増築する。

## 交通アクセス
- 名鉄名古屋本線牛田駅下車、徒歩約15分。
- 知立市コミュニティバスパープルコース「来迎寺町公民館」バス停より徒歩約5分。

## 周辺施設
- 来迎寺保育園
- 衣浦豊田道路牛田インターチェンジ
- 名鉄名古屋本線牛田駅
- 豊臣機工本社工場